# Хлебников, Александр Алексеевич
Александр Алексеевич Хлебников (род. 23 июня 1980, Свердловск) — российский хоккеист, защитник. Тренер.

## Биография
Воспитанник екатеринбургских хоккейных школ «Юность» (тренеры Владимир Щеглов, Владимир Ульянов) и «Спартаковец» (тренер Сергей Воробьев). Начинал играть в сезоне 1996/97 за екатеринбургские команды СКА (первая лига) и РТИ (вторая лига). Со следующего сезона стал выступать за вторую команду «Динамо-Энергии», в переходном турнире дебютировал за первую команду. Сезон 2000/01 начал в московском «Динамо». Проведя 16 матчей, вернулся в «Динамо-Энергию». Затем играл за команды «Газовик» Тюмень(2002/03 — 2003/04), «Металлург» Лиепая (2004/05), «Брест» (2005/06), «Динамо-Энергия» (2006/07).
Победитель хоккейного турнира зимней Универсиады 2003.
Играл за любительские команды «Ла-Манш» и «Таганский ряд» в чемпионате Екатеринбургской лиги.
Окончил УГУФКиС (2006). Тренер в школах «Автомобилист», «Спартаковец», «Авто-Спартаковец», «Авто-Верхняя Пышма».
Младший брат Валерий также хоккеист.